# Artículos alemanes
Los artículos alemanes  son similares a los artículos en español, sean definidos o indefinidos. Sin embargo, estos siempre se declinan de diferente manera de acuerdo al número, género y caso gramatical al sustantivo que acompaña.

## Declinación
Los artículos tienen una característica llamada "fuerza" que influye en la declinación de los adjetivos. Existen artículos fuertes, débiles y otros que tienen casos tanto fuertes como débiles. A veces esta característica no es constante.
La forma de la inflexión depende del número, caso y género del substantivo correspondiente. Los artículos tienen la misma forma plural para los tres géneros.

### El artículo indefinido
Este artículo, ein-, es el equivalente a las palabras un/una en español. Al contrario que en español, no existe artículo indefinido en plural (unos/unas); aunque, en algunas situaciones, puede usarse como alternativa einige o manche (algunos).
|            | Masculino | Neutro | Femenino | Plural |
| ---------- | --------- | ------ | -------- | ------ |
| Nominativo | ein       | ein    | eine     | -eine  |
| Acusativo  | einen     | ein    | eine     | -eine  |
| Dativo     | einem     | einem  | einer    | -einen |
| Genitivo   | eines     | eines  | einer    | -einer |

Las mismas terminaciones son usadas para el artículo indefinido negativo (kein-), y los pronombres posesivos, mein- (mi), dein- (tu), sein- y ihr- (su, masculino el primer caso y femenino y neutro para el segundo), unser- (nuestro), euer/eur- (su, plural), Ihr- (su, en formal y siempre con capital).

### El artículo definido

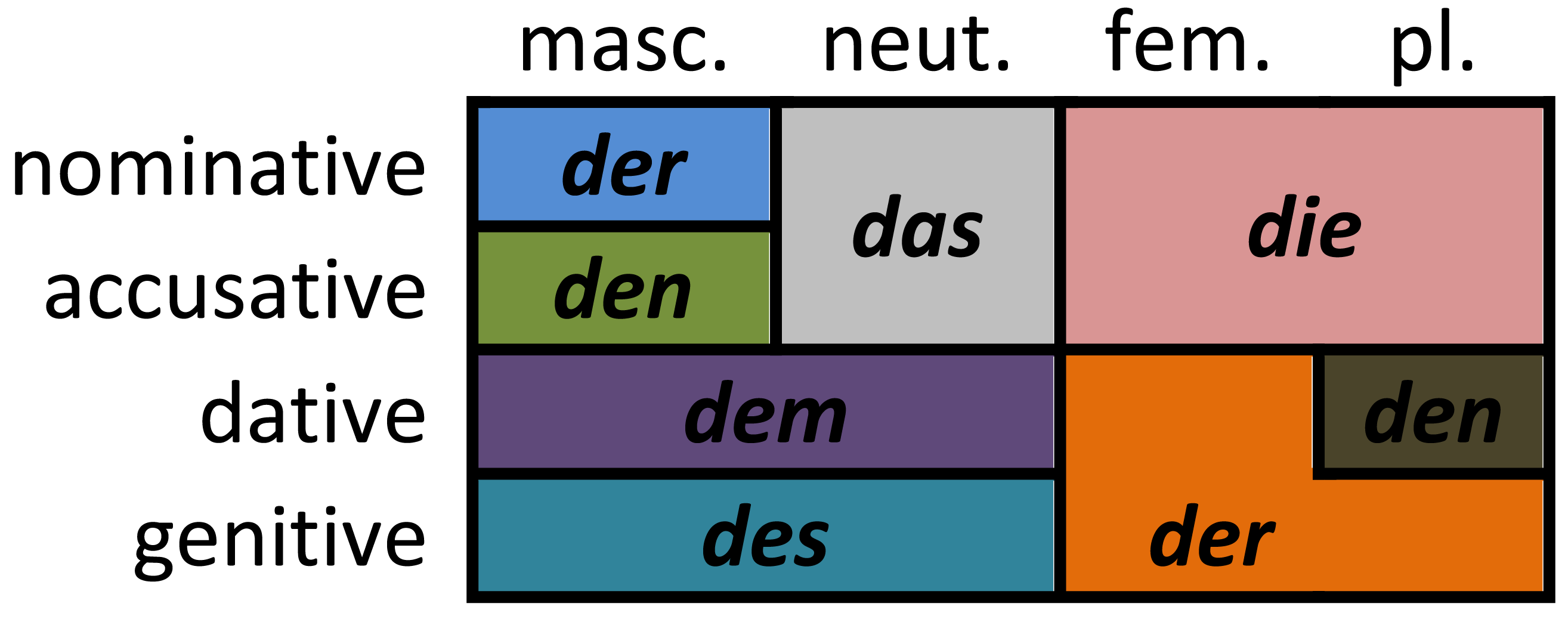
Declinación del artículo definido

Esta tabla muestra las inflexiones para los artículos definidos, los equivalentes a el, la, los y las en español.
|            | Masculino | Neutro | Femenino | Plural |
| ---------- | --------- | ------ | -------- | ------ |
| Nominativo | der       | das    | die      | die    |
| Acusativo  | den       | das    | die      | die    |
| Dativo     | dem       | dem    | der      | den    |
| Genitivo   | des       | des    | der      | der    |

Los pronombres demostrativos (dies-, jen-) (este, ese) y los relativos (welch-, jed-) (quien, cada) toman este tipo de terminaciones, y se les agrega -e- si no está presente.
|            | Masculino | Neutro | Femenino | Plural |
| ---------- | --------- | ------ | -------- | ------ |
| Nominativo | -er       | -es    | -e       | -e     |
| Acusativo  | -en       | -es    | -e       | -e     |
| Dativo     | -em       | -em    | -er      | -en    |
| Genitivo   | -es       | -es    | -er      | -er    |

- Esta tabla es casi la misma a la tabla de artículos indefinidos, con las diferencias del nominativo masculino -er y el neutro acusativo y nominativo -es.

## Pronombres posesivos que funcionan como artículos
Bajo algunas circunstancias (p.e. en una oración relativa) los pronombres posesivos regulares son sustituidos por las formas de genitivo de los pronombres derivadas del artículo definido. El equivalente en español sería, "El rey, cuyo ejército había derrotado Napoleón...". Coinciden en género y número con el que lo posee. A diferencia de otros pronombres, no tienen fuerza. Cualquier adjetivo que los siga en la frase tendrá las terminaciones fuertes.
Existen pronombres posesivos derivados del artículo definido y del artículo interrogativo. Tienen la misma forma para todos los casos de la palabra poseída, pero se emplean muy rara vez en el caso genitivo.
Posesivo definido [del] (mixed)
- Masculino: dessen
- Neutro: dessen
- Femenino: deren
- Plural: deren

- Datos: Q303681
- Libros y manuales: Alemán/Gramática/Artículos

Posesivo interrogativo [de qué] (mixed)
- Masculino: wessen
- Neutro: wessen
- Femenino: wessen
- Plural: wessen

NO: Die Soldaten dessen Armee (Correcto: Die Soldaten dieser Armee)
Hasta el siglo XVIII, se solía usar un nombre genitivo en lugar de un pronombre posesivo. Hoy se encuentra ocasionalmente este uso en la lengua muy literaria, y a veces es usado para obtener un efecto cómico. 
ANTIGUO: "Des Königs Krone" (La corona del rey)
(MODERNO: "Die Krone des Königs" - PERO: "Die Königskrone" (nombre compuesto))
Estos pronombres se usan cuando el pronombre posesivo ordinario se entiende como reflexivo o cuando hay varios posesores.